# Hypseleotris ejuncida
Hypseleotris ejuncida é uma espécie de peixe da família Eleotridae.
É endémica da Austrália.